# Bastard-Hahnenfuß
Der Bastard-Hahnenfuß (Ranunculus hybridus) ist eine Pflanzenart aus der Gattung Hahnenfuß (Ranunculus) innerhalb der Familie der Hahnenfußgewächse (Ranunculaceae). Weitere Trivialnamen sind: Kamm-Hahnenfuß, Hahnenkamm-Hahnenfuß oder Nierenblättriger Hahnenfuß.

## Beschreibung

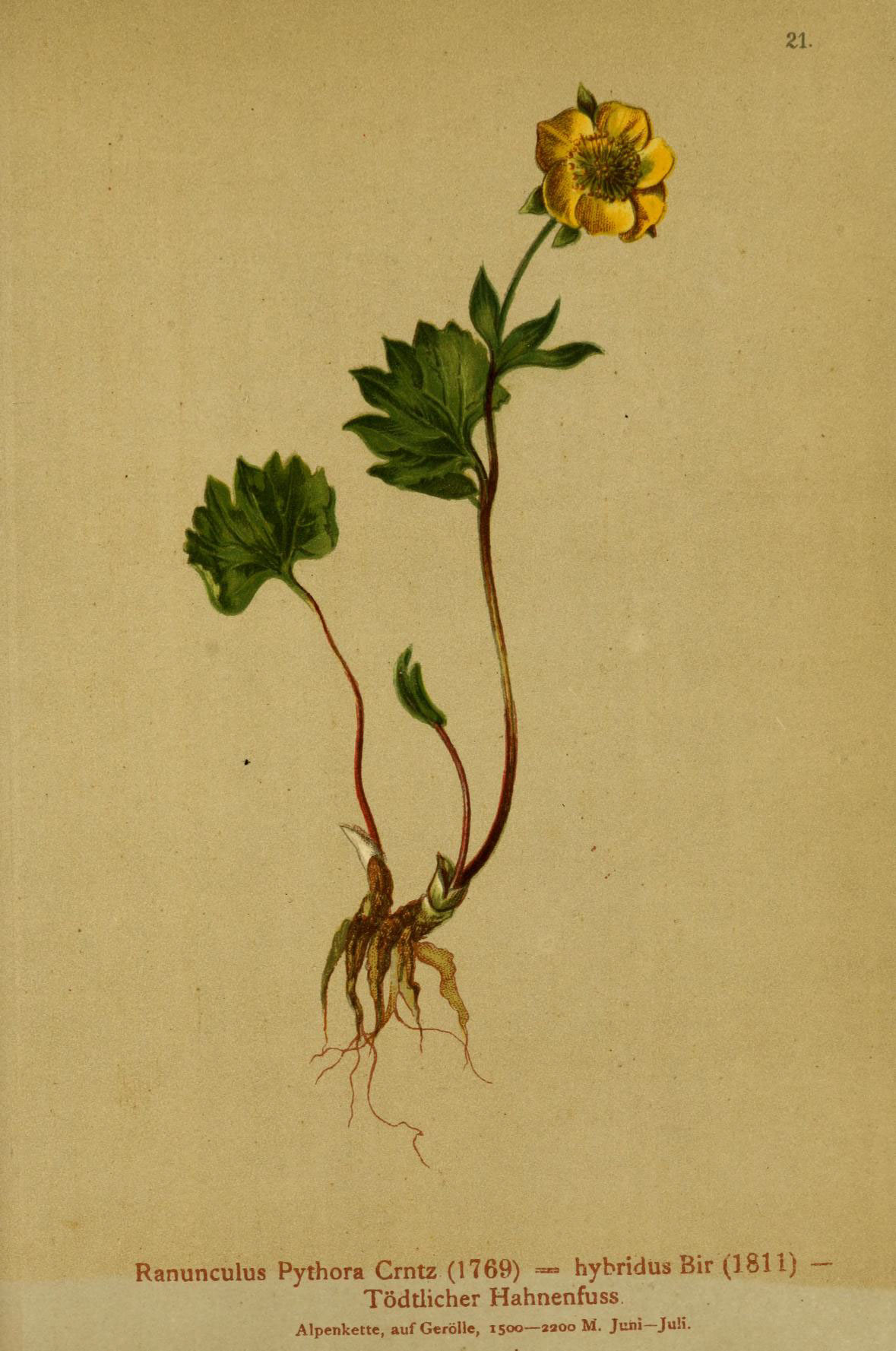
Illustration aus Atlas der Alpenflora

### Vegetative Merkmale
Der Bastard-Hahnenfuß wächst als ausdauernde krautige Pflanze und erreicht Wuchshöhen von 10 bis 15, selten bis zu 20 Zentimetern. Die Stängel sind meist mehr oder weniger verzweigt.
Zur Blütezeit sind nur ein bis zwei, selten bis zu vier grundständige und am Stängel wechselständig angeordnete Laubblätter vorhanden. Die Grundblätter und die unteren derben Stängelblätter besitzen einen Blattstiel und eine nierenförmige Blattspreite, die ganzrandig und im oberen Teil unregelmäßig drei- bis fünflappig eingeschnitten, gekerbt oder gesägt ist. Die obersten Stängelblätter sind einfach und lanzettlich, die unteren tief zerteilt. Alle Blätter sind blaugrün bereift.

### Generative Merkmale
Die Blütezeit reicht von Juni bis August. Die zwittrigen, radiärsymmetrischen Blüten weisen einen Durchmesser von 1 bis 2 Zentimetern auf. Der Blütenboden ist kahl. Die fünf gelben Kronblätter sind mit einer Länge von bis zu 6 Millimetern länger als die Kelchblätter.
In einer Sammelfrucht stehen nur wenige Nüsschen zusammen. Die kahlen, deutlich geaderten, bei einer Länge von 3,5 bis 4 Millimetern fast kugeligen Nüsschen besitzen einen kurzen, gebogenen Schnabel.
Die Chromosomenzahl beträgt 2n = 16.

## Inhaltsstoffe
Der Bastard-Hahnenfuß ist giftig.

## Vorkommen
Das Verbreitungsgebiet des Bastard-Hahnenfußes umfasst die nördlichen und südlichen Kalkalpen, nach Westen bis Tirol und Bergamasker Alpen. Es gibt Vorkommen in Deutschland, Österreich, Italien, Slowenien, Kroatien, Bosnien-Herzegowina und Rumänien.
In Österreich ist diese Art zerstreut in den Bundesländern Nieder-, Oberösterreich, Steiermark, Kärnten, Salzburg und Tirol verbreitet. Der Bastard-Hahnenfuß ist in Deutschland extrem selten. Die Art steigt in den Alpen von der Seemahd im Achental in Nordtirol mit 930 Metern bis zu 2500 Metern Meereshöhe in den Dolomiten auf.
Diese kalkstete Art bevorzugt Fels, Schutt, steinige Rasen und Latschenhänge. Der Bastard-Hahnenfuß kommt in Höhenlagen von 1300 bis 3000 Metern in den obermontanen bis alpinen Höhenstufen vor. Er gedeiht auf sommerwarmen, frischen bis durchsickerten, bewegten Kalk- und Dolomitschuttböden. Ranunculus hybridus ist eine Charakterart der Ordnung Thlaspietalia, kommt auch im Caricetum firmae vor und gern zusammen mit Trisetum distichophyllum oder dem Schild-Ampfer (Rumex scutatus).
Die ökologischen Zeigerwerte nach Landolt et al. 2010 sind in der Schweiz: Feuchtezahl F = 2 (mäßig trocken), Lichtzahl L = 5 (sehr hell), Reaktionszahl R = 4 (neutral bis basisch), Temperaturzahl T = 1+ (unter-alpin, supra-subalpin und ober-subalpin), Nährstoffzahl N = 2 (nährstoffarm), Kontinentalitätszahl K = 4 (subkontinental).

## Taxonomie
Die gültige Erstbeschreibung von Ranunculus hybridus erfolgte 1811 durch J. A. J. Biria in Histoire naturelle et médicale des Renoncules, précédée de quelques observations sur la famille des Renonculacées, S. 38.